# NGC 4675
NGC 4675 (również PGC 42998 lub UGC 7935) – galaktyka spiralna z poprzeczką (SBb), znajdująca się w gwiazdozbiorze Wielkiej Niedźwiedzicy. Odkrył ją William Herschel 14 kwietnia 1789 roku.
W galaktyce tej zaobserwowano supernową SN 1997Y.